# 裂ける (クルアーン)
『裂ける』とは、クルアーンにおける第82番目の章（スーラ）。19の節（アーヤ）から成る。マッカ啓示に分類される。

## 内容
冒頭の「天が，微塵に裂ける時」に因んでこの題名が付けられている。
審判の日の賞罰について述べられる。